# 大阿德扎雷克河
大阿德扎萊克河（烏克蘭語：Великий Аджалик），是烏克蘭西南部的河流，發源自布亚雷克以東，流經敖德薩州的貝雷濟夫卡區和敖德薩區，河道全長26公里，流域面積157平方公里。